# ديف ملتزر
ديف ملتزر (بالإنجليزية: Dave Meltzer)‏ هو صحفي أمريكي، ولد في 24 أكتوبر 1959 في نيويورك في الولايات المتحدة.

## وصلات خارجية
- الموقع الرسمي